# Romagny (Haut-Rhin)
Pour les articles homonymes, voir Romagny.
Romagny (Romààni en alsacien) est une commune française située dans la circonscription administrative du Haut-Rhin et, depuis le 1er janvier 2021, dans le territoire de la Collectivité européenne d'Alsace, en région Grand Est, faisant partie du Sundgau.
Cette commune se trouve dans la région historique et culturelle d'Alsace.

## Géographie

### Communes limitrophes
| Valdieu-Lutran |                                            | Retzwiller |
|                | Romagny                                    | Manspach   |
| Magny          | Chavannes-les-Grands Territoire de Belfort |            |

### Géologie
Le bassin houiller stéphanien sous-vosgien s’étend sur le territoire communal et aux alentours, depuis Bouhans-lès-Lure, Ronchamp et Lomont.

### Hydrographie

#### Réseau hydrographique
La commune est dans le bassin versant de la Saône au sein du bassin Rhône-Méditerranée-Corse. Elle est drainée par la Lutter,.
La Lutter, d'une longueur de 11 km, prend sa source dans la commune de Strueth et se jette  dans le canal du Rhône au Rhin à Magny, après avoir traversé dix communes. 

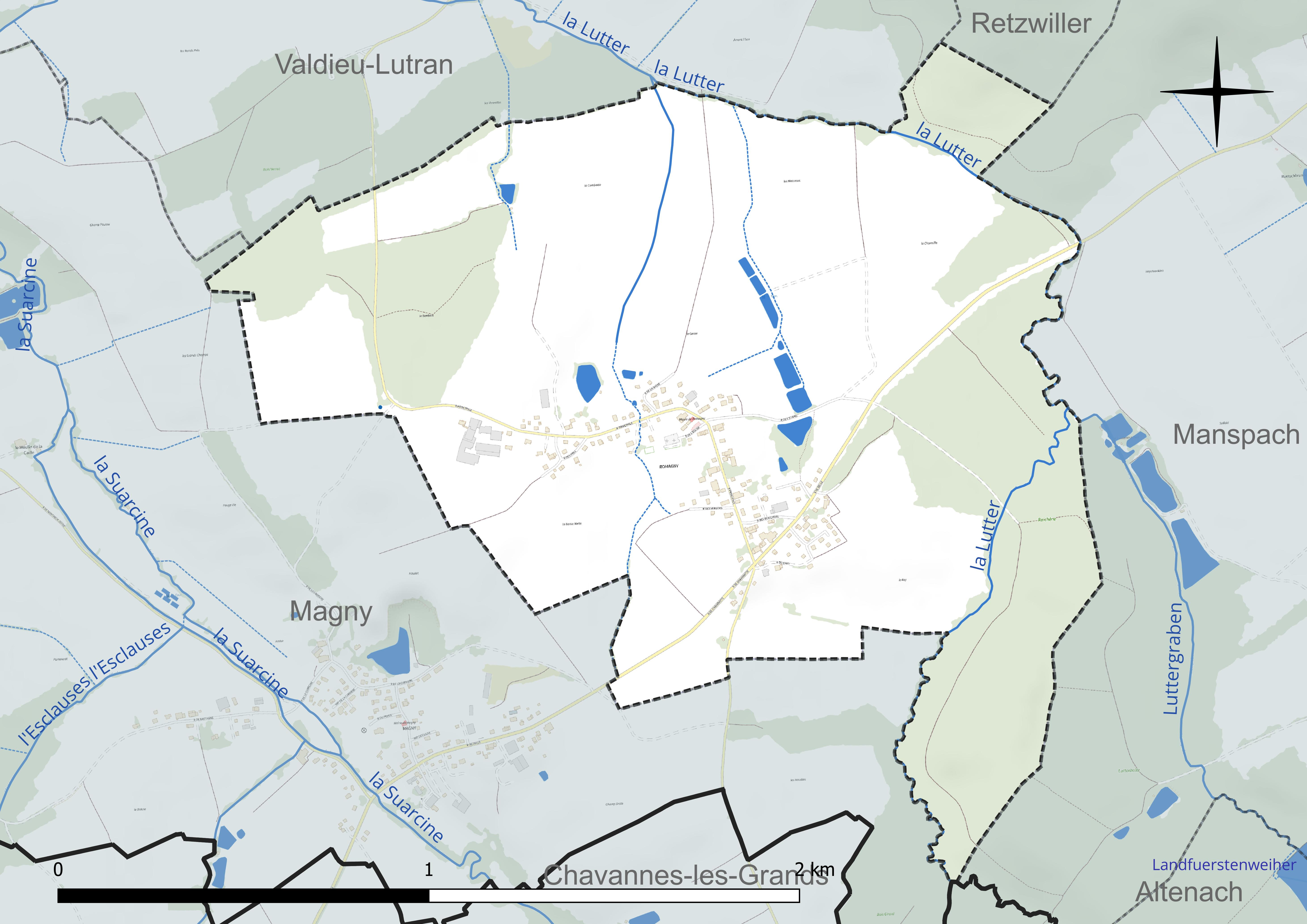
Réseau hydrographique de Romagny.

#### Gestion et qualité des eaux
Le territoire communal est couvert par le schéma d'aménagement et de gestion des eaux (SAGE) « Largue ». Ce document de planification concerne le bassin versant de la Largue et une zone située à l'ouest du périmètre (la région de Montreux). Ce territoire s'étend sur 385 km2. Le périmètre a été arrêté le 4 mars 1996 et le SAGE proprement dit a été approuvé le 24 septembre 1999 puis révisé le 17 mai 2016. La structure porteuse de l'élaboration et de la mise en œuvre est le Syndicat mixte pour l'aménagement et la renaturation du bassin versant de la Largue et du secteur de Montreux, qui a évolué en Epage le 1er janvier 2018, sous le nom de Epage Largue. 
La qualité des cours d’eau peut être consultée sur un site dédié géré par les agences de l’eau et l’Agence française pour la biodiversité. 

### Climat
Pour des articles plus généraux, voir Climat du Grand Est et Climat du Haut-Rhin.
En 2010, le climat de la commune est de type climat des marges montargnardes, selon une étude du Centre national de la recherche scientifique s'appuyant sur une série de données couvrant la période 1971-2000. En 2020, Météo-France publie une typologie des climats de la France métropolitaine dans laquelle la commune est exposée à un climat semi-continental et est dans la région climatique  Vosges, caractérisée par une pluviométrie très élevée (1 500 à 2 000 mm/an) en toutes saisons et un hiver rude (moins de 1 °C). 
Pour la période 1971-2000, la température annuelle moyenne est de 9,8 °C, avec une amplitude thermique annuelle de 17,5 °C. Le cumul annuel moyen de précipitations est de 937 mm, avec 10,7 jours de précipitations en janvier et 9,9 jours en juillet. Pour la période 1991-2020, la température moyenne annuelle observée sur la station météorologique de Météo-France la plus proche, « Novillard_sapc », sur la commune de Novillard à 7 km à vol d'oiseau, est de 10,7 °C et le cumul annuel moyen de précipitations est de 909,2 mm. 
La température maximale relevée sur cette station est de 38 °C, atteinte le 4 août 2022 ; la température minimale est de −18,1 °C, atteinte le 20 décembre 2009,,. 
Les paramètres climatiques de la commune ont été estimés pour le milieu du siècle (2041-2070) selon différents scénarios d'émission de gaz à effet de serre à partir des nouvelles projections climatiques de référence DRIAS-2020. Ils sont consultables sur un site dédié publié par Météo-France en novembre 2022.

## Urbanisme

### Typologie
Au 1er janvier 2024, Romagny est catégorisée commune rurale à habitat dispersé, selon la nouvelle grille communale de densité à sept niveaux définie par l'Insee en 2022.
Elle est située hors unité urbaine et hors attraction des villes,.

### Occupation des sols
L'occupation des sols de la commune, telle qu'elle ressort de la base de données européenne d’occupation biophysique des sols Corine Land Cover (CLC), est marquée par l'importance des territoires agricoles (60,7 % en 2018), une proportion sensiblement équivalente à celle de 1990 (61,2 %). La répartition détaillée en 2018 est la suivante : 
terres arables (60,7 %), forêts (30,1 %), zones urbanisées (9,2 %). L'évolution de l’occupation des sols de la commune et de ses infrastructures peut être observée sur les différentes représentations cartographiques du territoire : la carte de Cassini (XVIIIe siècle), la carte d'état-major (1820-1866) et les cartes ou photos aériennes de l'IGN pour la période actuelle (1950 à aujourd'hui).

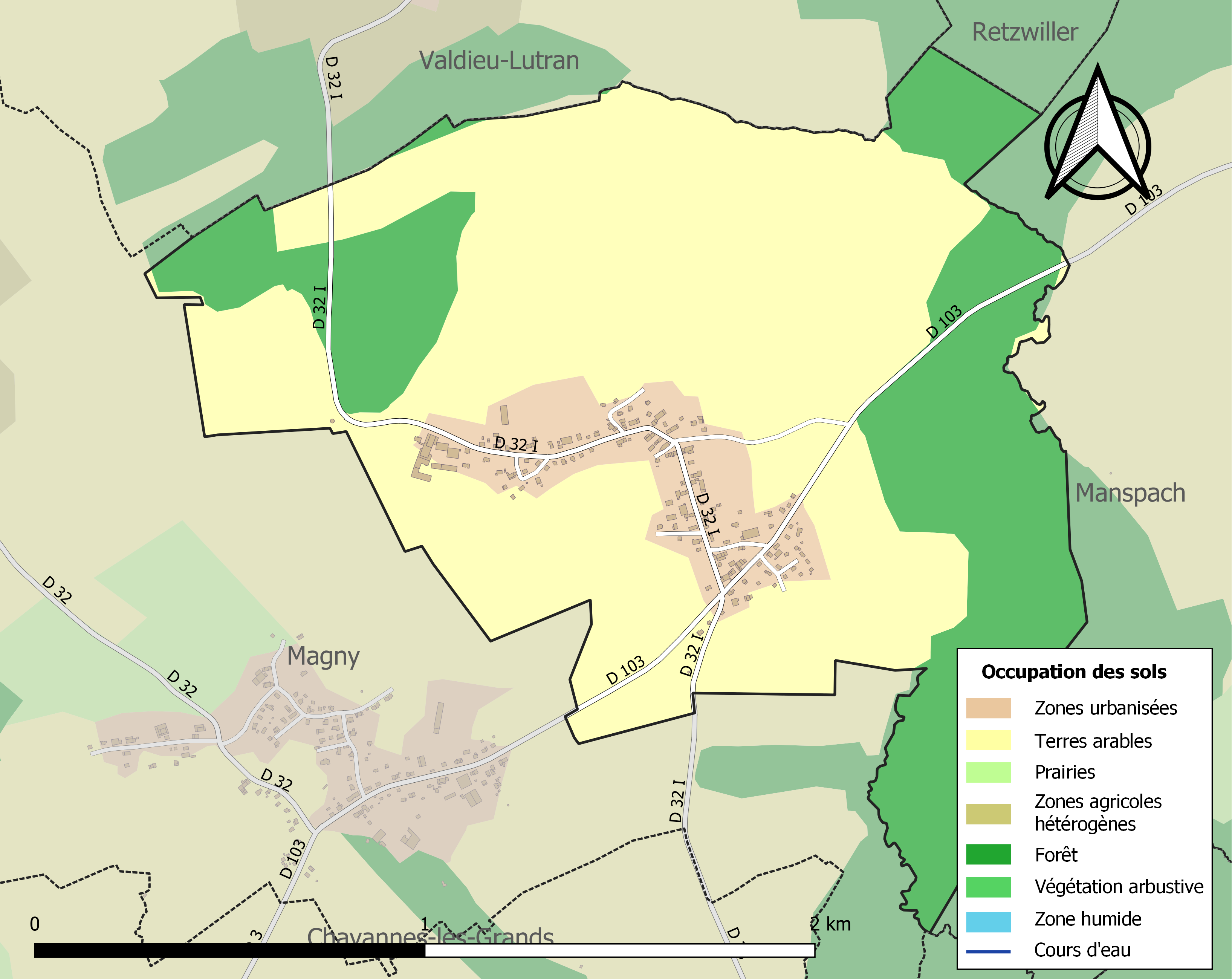
Carte des infrastructures et de l'occupation des sols de la commune en 2018 (CLC).

## Toponymie
- Wilarn (1316), Wilr (1351), Romengney (1390), Ruemengni (1458), Weilen (1576), Willer (anc. cadastre), Romagny (1793), Willern (1871-1918).
- En allemand : Willeren[17], en alsacien : Romààni.

## Histoire
Dans les années 1820, des recherches pour découvrir un gisement de houille sont entrepris, un puits de mine poursuivi par une galerie et un sondage sont creusés sur la commune, mais abandonnés faute de résultats concluants.

### Héraldique
| Blason de Romagny | Les armes de Romagny se blasonnent ainsi : « D'argent à la branche de pommier posée en pal et courbée en forme de S, feuillée de quatre pièces de sinople et fruitée de deux pièces de gueules, l'une en chef à senestre, l'autre en pointe à dextre.» |

## Politique et administration
| Période                                  | Période                   | Identité                                   | Étiquette | Qualité |
| ---------------------------------------- | ------------------------- | ------------------------------------------ | --------- | ------- |
| mars 2001                                | 2014                      | Paul Riche                                 |           |         |
| mars 2014                                | En cours (au 25 mai 2020) | Denis Lewek Réélu pour le mandat 2020-2026 |           |         |
| Les données manquantes sont à compléter. |                           |                                            |           |         |

## Démographie
L'évolution du nombre d'habitants est connue à travers les recensements de la population effectués dans la commune depuis 1793. Pour les communes de moins de 10 000 habitants, une enquête de recensement portant sur toute la population est réalisée tous les cinq ans, les populations de référence des années intermédiaires étant quant à elles estimées par interpolation ou extrapolation. Pour la commune, le premier recensement exhaustif entrant dans le cadre du nouveau dispositif a été réalisé en 2007.

En 2022, la commune comptait 275 habitants, en évolution de +8,27 % par rapport à 2016 (Haut-Rhin : +0,66 %, France hors Mayotte : +2,11 %).
| 1793 | 1800 | 1806 | 1821 | 1831 | 1836 | 1841 | 1846 | 1851 |
| ---- | ---- | ---- | ---- | ---- | ---- | ---- | ---- | ---- |
| 245  | 260  | 250  | 264  | 259  | 254  | 282  | 275  | 266  |

| 1856 | 1861 | 1866 | 1871 | 1875 | 1880 | 1885 | 1890 | 1895 |
| ---- | ---- | ---- | ---- | ---- | ---- | ---- | ---- | ---- |
| 229  | 253  | 217  | 190  | 165  | 148  | 143  | 157  | 148  |

| 1900 | 1905 | 1910 | 1921 | 1926 | 1931 | 1936 | 1946 | 1954 |
| ---- | ---- | ---- | ---- | ---- | ---- | ---- | ---- | ---- |
| 161  | 165  | 162  | 130  | 126  | 125  | 123  | 145  | 126  |

| 1962 | 1968 | 1975 | 1982 | 1990 | 1999 | 2006 | 2007 | 2012 |
| ---- | ---- | ---- | ---- | ---- | ---- | ---- | ---- | ---- |
| 148  | 135  | 167  | 164  | 162  | 186  | 198  | 200  | 229  |

| 2017 | 2022 | - | - | - | - | - | - | - |
| ---- | ---- | - | - | - | - | - | - | - |
| 263  | 275  | - | - | - | - | - | - | - |

## Lieux et monuments
L'église Saint-Florent de Romagny a été construite en 1851 avec une architecture néo-classique

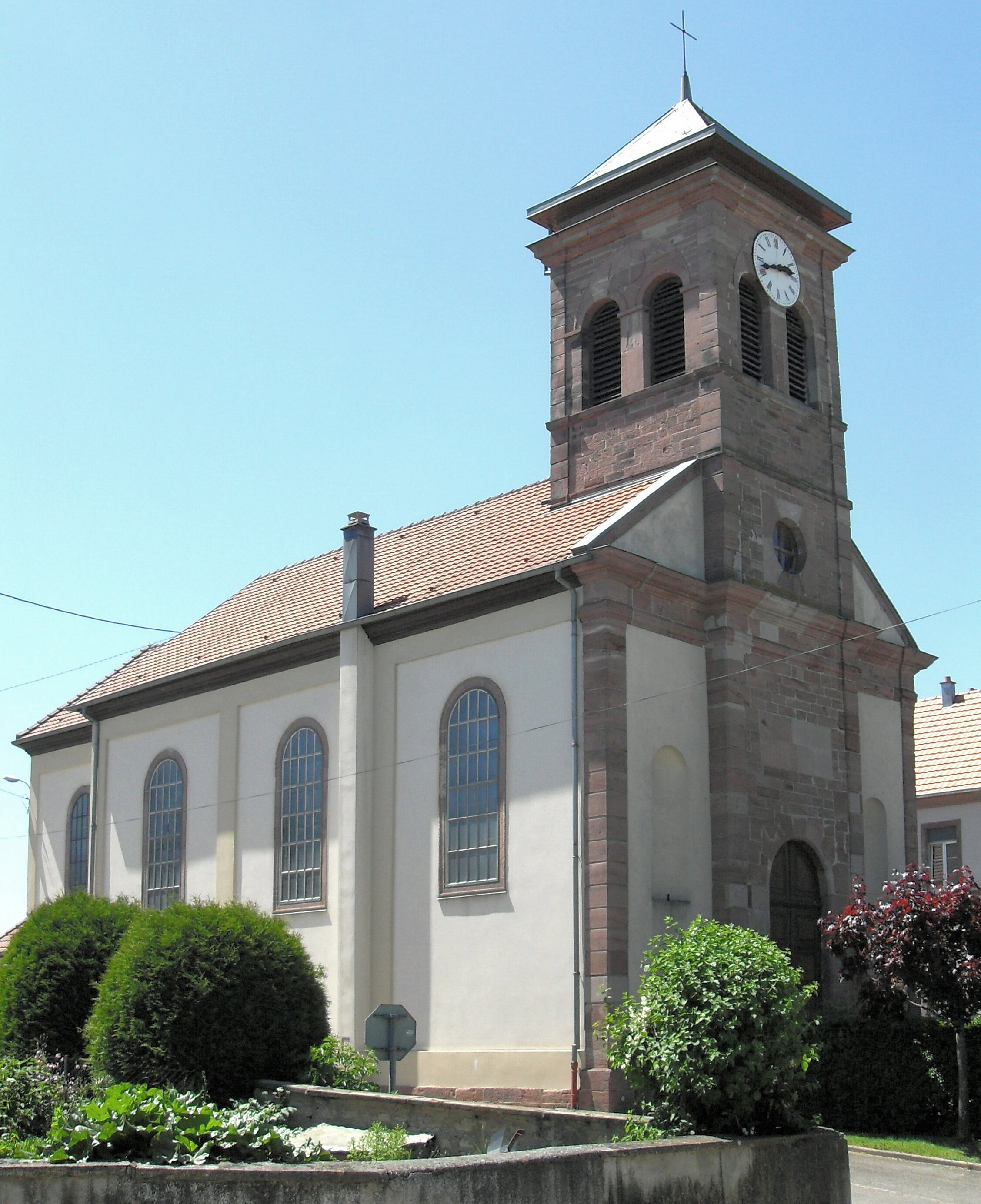
L'église Saint-Florent.
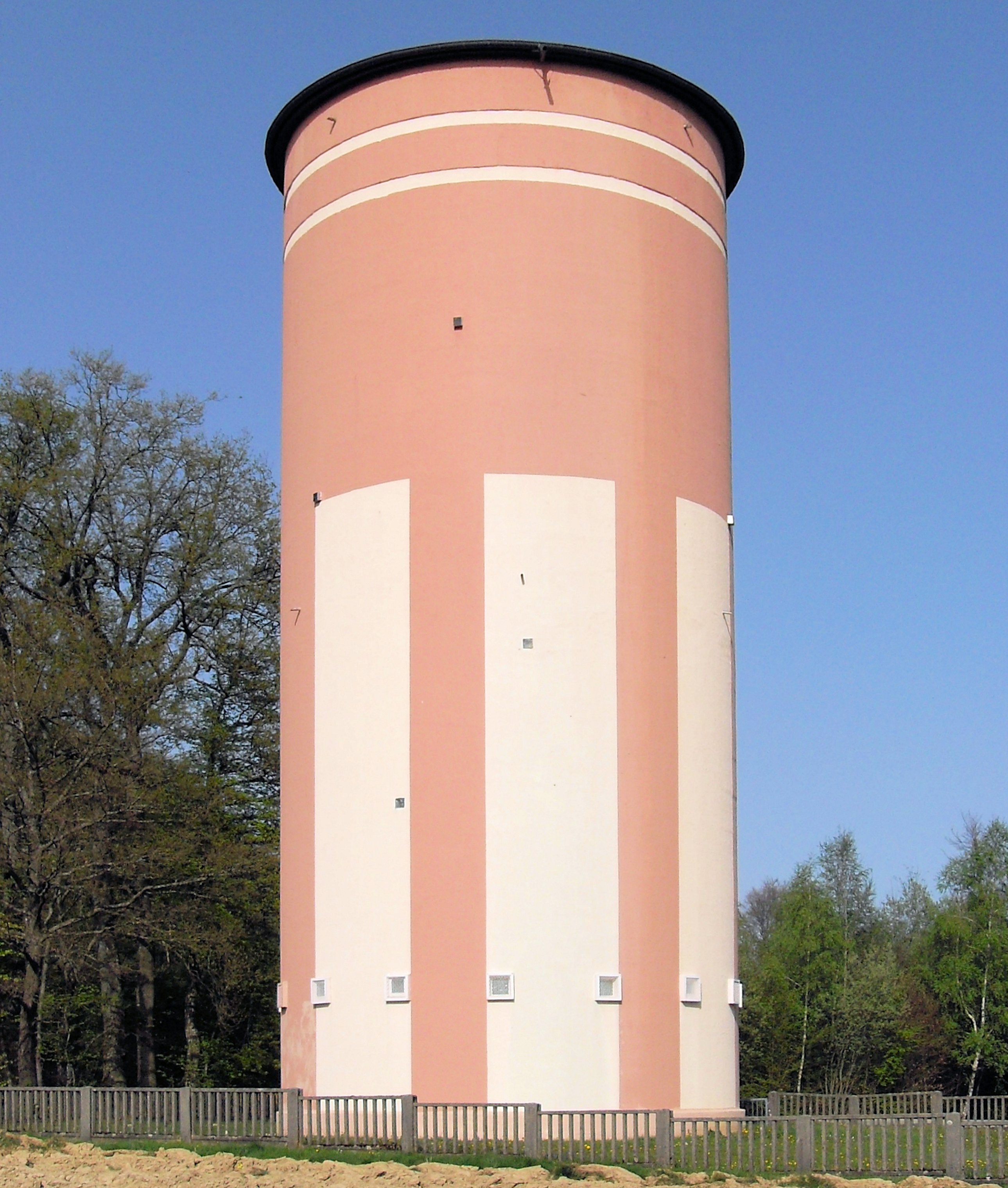
Le château d'eau.